# オルカ (映画)
『オルカ』（Orca）は、1977年のマイケル・アンダーソン監督によるアメリカ・イタリア合作のパニック映画。

## 概要
1975年の映画『ジョーズ』の大ヒット後、その影響で多数製作された動物パニック映画の一本にあたる。日本においては、「マリーン・サイエンス」または「Scientific・Panic・Adventure・Cinemaの頭文字を取った“スパック（SPAC）･ロマン”というカテゴリーの映画」との触れ込みで公開された。シャチを「本能で行動する獰猛な野生動物」ではなく「高い知能を持ち、家族愛から復讐する」と設定するなど、他の動物パニック映画とは趣が異なる。
製作は『キングコング』（1976）で知られるディノ・デ・ラウレンティス。
脚本はルチアーノ・ヴィンチェンツォーニが海洋学者の弟の助言を参考に書き上げた。
1200万ドル強と1年2ヶ月を費やして制作され、酒豪であるリチャード・ハリスは禁酒して撮影に臨んだ。
タイトルの『オルカ』はシャチの学名であるOrcinus orcaから取られている。
日本では同時期に公開された『カプリコン・1』と共に東宝東和創立50周年記念作品として上映されている。
国内ビデオ版ではエンディングのボーカルが省かれていたが、DVD版では英語音声時のみ流れるようになった。

## ストーリー
アイルランド人の船長ノーランは、サメを捕獲して水族館に売る計画を立てた。彼の船にはベテラン船員のノバックと若いポール、ポールの恋人のアンが乗り込んでいた。カナダ・ニューファンドランド島に到着したノーランは、巨大で美しいオルカ（シャチ）を目撃し、オスのオルカを生け捕りにしようとするが、誤って隣にいた妊娠中のメスのオルカに銛を撃ってしまい、お腹にいる子供もろとも死なせてしまう。
妻子を失ったオスのオルカは、ノーランの船を攻撃してノバックを殺した。現地調査中だった海洋生物学者のレイチェルはノーランに、オルカが人間と同等以上の知性を持ち、家族の死を悲しんで復讐心に燃えているのだと語った。
オルカは容赦なく港を攻撃し、漁民の船や町の施設を破壊した。ノーランは、部下だけは陸路で帰そうとしたが、漁港の人々はそれを許さず、遂にはアンが足を噛み千切られた。救急搬送されたアンに代わって、レイチェルらが乗り込んだ船は、オルカの待つ海に出港した。
ノーランらを従えて一路、北極海を目指し北上するオルカ。氷山の多い危険な海域で、乗組員たちは一人また一人と死んで行った。遂にはノーランとレイチェルだけとなり、沈みかけた船から氷山に乗り移る二人。ノーランはオルカとの死闘に破れ、救難信号で駆け付けたヘリコプターが発見したのは、レイチェル一人きりだった。

## キャスト
| 役名       | 俳優                       | 日本語吹き替え                                | 日本語吹き替え                    |
| 役名       | 俳優                       | TBS版                                         | 日本テレビ版                      |
| ---------- | -------------------------- | --------------------------------------------- | --------------------------------- |
| ノーラン   | リチャード・ハリス         | 宮部昭夫                                      | 羽佐間道夫                        |
| レイチェル | シャーロット・ランプリング | 二宮さよ子                                    | 新橋耐子                          |
| ウミラク   | ウィル・サンプソン         | 塩見竜介                                      | 細井重之                          |
| アニー     | ボー・デレク               | 佐久間あい                                    | 佐々木優子                        |
| ケン       | ロバート・キャラダイン     | 塩沢兼人                                      | 東富士郎                          |
| ノバック   | キーナン・ウィン           | 大久保正信                                    | 金井大                            |
| ポール     | ピーター・ホーテン         | 日高晤郎                                      | 小島敏彦                          |
| スウェイン | スコット・ウォーカー       | 江角英明                                      | 坂口芳貞                          |
| 牧師       |                            | 藤本譲                                        |                                   |
| スタンド係 |                            | 稲葉実                                        |                                   |
|            |                            |                                               |                                   |
| 演出       | 演出                       | 長野武二郎                                    |                                   |
| 翻訳       | 翻訳                       | 大野隆一                                      |                                   |
| 効果       |                            |                                               |                                   |
| 調整       | 調整                       | 遠西勝三                                      |                                   |
| 制作       | 制作                       | ニュージャパンフィルム                        |                                   |
| 解説       |                            |                                               |                                   |
| 初回放送   | 初回放送                   | 1979年4月16日 『月曜ロードショー』※ノーカット | 1982年6月9日 『水曜ロードショー』 |

※TBS版の日本語吹替はDVD＆BD収録

## スタッフ
- 配給: 東宝東和
- 監督: マイケル・アンダーソン
- 製作総指揮: ディノ・デ・ラウレンティス
- 製作: ルチアーノ・ヴィンチェンツォーニ
- 脚本: ルチアーノ・ヴィンチェンツォーニ、セルジオ・ドナティ、ロバート・タウン（クレジットなし）
- 撮影: テッド・ムーア
- 音楽: エンニオ・モリコーネ

## その他
石原プロモーション製作のテレビドラマ『大都会 PARTII』の第44話『殺人捜査』（1978年1月31日放送）では、容疑者がアリバイとして本作を映画館で鑑賞していたというシーンがあり、本作の日本向けポスターも登場している。
また、作中のシャチを演じたうちの1頭である「キアヌ」は、のちに日本のワールドサファリ（現・アドベンチャーワールド）に搬入されショーに出演した。